# Huncovce
Huncovce és un poble i municipi d'Eslovàquia. Es troba a la regió de Prešov, al nord del país.

## Història
La primera referència escrita de la vila data del 1257.

## Demografia
| Godina             | 1994 | 2004    | 2014    | 2024   |
| ------------------ | ---- | ------- | ------- | ------ |
| Nombre de persones | 1939 | 2396    | 3014    | 3209   |
| Diferència         |      | +23,56% | +25,79% | +6,46% |

| Godina             | 2023 | 2024   |
| ------------------ | ---- | ------ |
| Nombre de persones | 3162 | 3209   |
| Diferència         |      | +1,48% |